# Academia de Música Showa
La Academia de Música Showa o bien Shōwa Academia Musicae (en japonés: 昭和音楽大学) es una universidad privada en Asao-ku, Kawasaki Prefectura de Kanagawa, en el país asiático de Japón. El predecesor de la escuela fue fundado en Shinjuku-ku, Tokio, en 1930. Se trasladó a Atsugi, Kanagawa y fue clasificada como un instituto junior  en 1969. En 1984 se convirtió en una universidad de cuatro años y adoptó el nombre actual. Se trasladó a su actual ubicación en Kawasaki en 1989.